# Batista Botelho
Batista Botelho é um distrito do município brasileiro de Óleo, no interior do estado de São Paulo.

## História

### Origem
O povoado que deu origem ao distrito se desenvolveu ao redor da estação ferroviária Batista Botelho, inaugurada pela Estrada de Ferro Sorocabana em 03/04/1908. O nome do local é uma homenagem à um coronel com forte influência no município de Santa Cruz do Rio Pardo, ao qual o povoado pertencia nessa época.

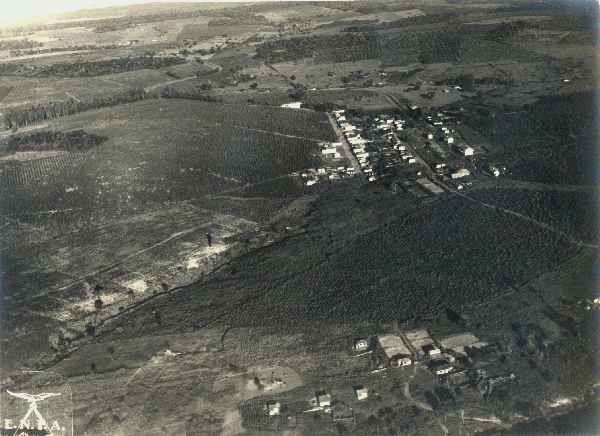
Vista aérea (década de 1940).

Em 1917 passou a pertencer ao município de Óleo, e no ano de 1919 ao distrito de Mandaguari. Mas o povoado tinha todos os requisitos exigidos pela lei na época para ser sede de distrito de paz.
Além disso o seu comércio e indústria estavam se desenvolvendo rapidamente, dado as facilidades de transporte que tinha com a capital do estado e com as demais cidades da região por causa da ferrovia, enquanto que Mandaguari, ao contrário, estava em plena decadência justamente pela difícil comunicação com a ferrovia, devido a distância que a sede ficava desta, e por falta de meios de transporte.
Por todos esses motivos Batista Botelho em 1925 passou a ser a nova sede do distrito de paz.

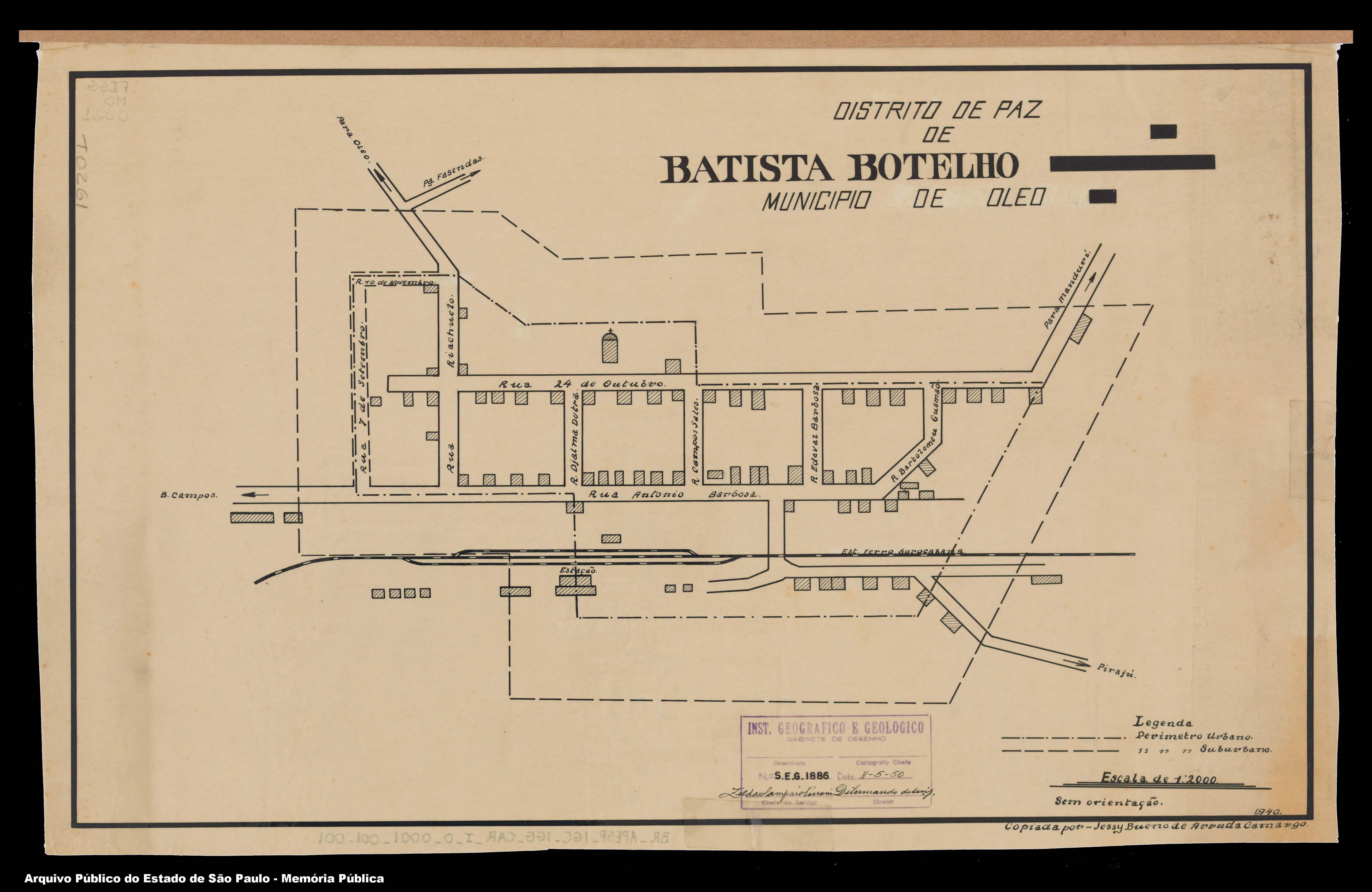
Planta da área urbana original.

### Formação administrativa
- Lei nº 2.119 de 30/12/1925 - Transfere a sede do distrito de Mandaguari para a estação de Batista Botelho, mas mantendo o nome de Mandaguari[4][5].
- Decreto n° 9.775 de 30/11/1938 - Altera a denominação do distrito para Batista Botelho[6].

## Geografia

### Demografia

#### População urbana
| Crescimento população urbana | Crescimento população urbana | Crescimento população urbana | Crescimento população urbana |
| Censo                        | Pop.                         |                              | %±                           |
| ---------------------------- | ---------------------------- | ---------------------------- | ---------------------------- |
| 1934                         | 278                          |                              |                              |
| 1940                         | 395                          |                              | 42,1%                        |
| 1950                         | 373                          |                              | −5,6%                        |
| 1960                         | 319                          |                              | −14,5%                       |
| 1970                         | 293                          |                              | −8,2%                        |
| 1980                         | 209                          |                              | −28,7%                       |
| 1991                         | 149                          |                              | −28,7%                       |
| 2000                         | 299                          |                              | 100,7%                       |
| 2010                         | 319                          |                              | 6,7%                         |
| Fonte: IBGE e Fundação SEADE |                              |                              |                              |

#### População total
Pelo Censo 2010 (IBGE) a população total do distrito era de 838 habitantes.

### Área territorial
A área territorial do distrito é de 81,233 km².

### Rodovias
O principal acesso ao distrito é a Estrada Vicinal Nicolau Pedro Arbex.

### Ferrovias
Pátio Batista Botelho (ZBB) da Linha Tronco (Estrada de Ferro Sorocabana), sendo a ferrovia operada atualmente pela Rumo Malha Sul.

## Serviços públicos

### Registro civil
Atualmente é feito na sede do município, pois o Cartório de Registro Civil das Pessoas Naturais do distrito foi extinto pelo  Tribunal de Justiça do Estado de São Paulo e seu acervo foi recolhido ao cartório do distrito sede.

### Saneamento
O serviço de abastecimento de água é feito pela Companhia de Saneamento Básico do Estado de São Paulo (SABESP).

### Energia
A responsável pelo abastecimento de energia elétrica é a CPFL Santa Cruz, distribuidora do grupo CPFL Energia.

## Religião
O Cristianismo se faz presente no distrito da seguinte forma:

### Igreja Católica
- A igreja faz parte da Diocese de Ourinhos[19].

### Igrejas Evangélicas
- Congregação Cristã no Brasil[20].